# Latinska ordspråk och talesätt
Detta är en lista över latinska och romerska ordspråk och talesätt, med svensk översättning.

## A
- A posteriori – "det som kommer efter" (ett uttryck från logiken för att beskriva kunskap som erhålles av en given händelse).
- A priori – "det som kommer före" (ett uttryck från logiken för att beskriva redan erhållen kunskap).
- Ab imo pectore – "Av hela mitt hjärta". Ordagrant "ur det djupaste bröstet" eller bättre "ur djupet av mitt bröst". En hälsningsfras använd av Julius Caesar och andra under hans tid.[1][2]
- Ab ovo – "från ägget" (från allra första början)[3] Egentligen Ab ovo usque ad mala, "från ägget ända till äpplena", använt av Horatius i Konsten att dikta, där han berömmer Homeros för att denne inte började Iliaden med att berätta om det ägg, ur vilket enligt sagan Helena kläcktes, vilket i sin tur berodde på att Zeus i svanhamn hade våldtagit Leda.[4] Äpplena syftar på det stridsäpple som blev orsak till det trojanska kriget.
- Ab urbe condita – "Från stadens grundläggning" (syftar på Roms grundläggning 753 f.Kr.,[5] som var romarnas utgångspunkt för sin tideräkning, på samma sätt som Kristi födelse är utgångspunkt för den västerländska tideräkningen. Ab urbe condita är titeln på ett verk av Titus Livius som denne påbörjade omkring år 26 f.Kr. och arbetade på under återstoden av sitt liv.[6])
- Absentem laedit, qui cum ebrio litigat – "Gräl med en drucken drabbar en som ej är där". (Publilius Syrus)[7]
- Abyssus abyssum invocat – "Djup ropar till djup". Ur Vulgata, Psalm 42, vers 8. Ofta med tolkningen "en olycka kommer sällan ensam".
- Acta fabula est, plaudite! – "Pjäsen är över, applådera!"
- Ad acta – "Till handlingarna" Termen används bl.a. i myndigheters ärendehantering med innebörden att ett visst ärende är avslutat utan vidare åtgärd.[8] Begreppet innefattar även situationer där nya handlingar tillförs ett redan avslutat ärende. Eftersom ärendet är avslutat diarieförs inte handlingarna utan "läggs ad acta".
- Ad astra per aspera eller Per aspera ad astra – "Mot stjärnorna genom svårigheter" - Från Seneca, Hercules Furens rad 437 (non est ad astra mollis e terris via, "det finns ingen mild väg från jorden till stjärnorna"), Vergilius Aeneiden bok IX, rad 437 (sic itur ad astra, "så skall du resa till stjärnorna"). Vanligt motto i skilda sammanhang.
- A deo rex, a rege lex –  "Av Gud konungen, av konungen lagen" (Senlatin. Av den engelske kungen Jakob I[9] under dennes kamp mot det engelska parlamentet.)[8]
- Ad hoc –  "För detta" (underförstått ung. "för just detta ändamål specialutformat").
- Ad honorem –  "för ärans skull"[8] (underförstått något man gör utan att förvänta sig materiell kompensation)[10]
- Ad honores –  "Efter heder och värdighet"[8]
- Ad inferos –  "till dödsriket"[8]
- Ad infinitum –  "I det oändliga", obegränsat[8]
- Ad interim –  "Tills vidare"[8]
- Ad notam –  "Till anteckning", "till minnes"[11]
- Ad utrumque paratus – "Beredd till bådadera". Motto för Lunds universitet, vars sigill visar ett liggande lejon med en bok i den ena tassen och ett svärd i den andra. Efter Vergilius.
- Aegroto, dum anima est, spes esse dicitur – "Så länge det finns liv, sägs det finnas hopp för den sjuke"
- Age quod agis – "Gör vad du gör", med betydelsen "Det du gör, gör det väl"
- Agnus Dei - "Guds lamm" (benämning på Kristus och namn på en bön och en del av såväl den katolska som den lutherska mässan)
- Alea iacta est – "Tärningen är kastad!" (Sagt av Julius Caesar när han trotsade den romerska senaten och gick över floden Rubicon).
- Alis volat propriis – "Hon/han/den/det flyger med egna vingar"
- Alma mater – "Den hulda modern"
- A mari usque ad mare – "Från hav till hav" (Kanadas motto)
- Amor patriae nostra lex – "Kärleken till fosterlandet är vår lag" (Sagt av de polska bevingade husarerna dessutom var det deras motto)
- Amor vincit omnia et nos cedamus amori – "Kärleken övervinner allt, så låt oss besegras av kärleken" (Vergilius, Eclogae)
- Amor fati –  "kärleken till ödet" (myntat av Nietzsche)
- An nescis, mi fili, quantilla prudentia mundus regatur? – "Vet du inte, min son, med huru litet förstånd världen styrs?". Talesätt från 1500-talet, enligt sägnen sagt av påven Julius III. I skrift i en bok av Johan Archenholtz om drottning Kristina från 1751.
- Anno Domini – "i Herrens år"
- Ars gratia artis – "Konst för konstens skull" (filmbolaget Metro-Goldwyn-Mayers motto). Även på franska L'art pour l'art.
- Ars longa, vita brevis (est) – "Konsten är lång, livet är kort" (Hippokrates)
- Arte et marte – "genom fredliga och krigiska värv" (inskrift på Riddarhuspalatset)
- Asinus asinorum in saecula saeculorum – "Åsnornas åsna i seklernas sekler", med betydelsen "Historiens största åsna"
- A verbis ad verbera – "Från ord till slag". Lat. verber, -is N =(käpp)slag, piskslag, stöt. (Ordet är släkt med ty. werfen sv. värpa, kasta ägg). Motto för Roslagens flygflottilj, vars vapen är torpeder.
- Audaces fortuna iuvat – "Ödet står de djärva bi" (Vergilius, Aeneis, 10,284)
- Audiatur et altera pars – "Låt även den andra parten bli hörd" (Seneca)
- Auri sacra fames – "Den fördömda hungern efter guld" (Vergilius, Aeneis, 3,57) (Senare citerad av Seneca, se under Q)
- Ave Imperator, morituri te salutant  – "Hell dig kejsare, de åt döden vigda hälsa dig" (Suetonius, De Vita Caesarum: Divus Claudius, 21.6.)

## B
- Barba non facit philosophum – "Skägget gör inte filosofen" Plutarkos
- Beatæ memoriæ – "I lyckligt minne" (till åminnelse)
- Beati pauperes spiritu – "Saliga äro de fattiga i anden" (Bergspredikan Matt. 5:3)
- Beati possidentes – "Lyckliga de som äger något; de lyckliga rika"
- Beatus, qui prodest, quibus potest – "Lycklig den, som hjälper alla han kan"
- Bellum omnium contra omnes - "Allas krig mot alla", ett samhälle utan kontrakt beskrivet av Thomas Hobbes.
- Bene diagnoscitur, bene curatur – "Det som diagnostiseras väl, kan kureras väl"
- Bibere humanum est, ergo bibamus - "Det är mänskligt att dricka, låt oss därför dricka"
- Bis dat, qui cito dat – "Snar hjälp är dubbel hjälp", från Publilius Syrus men i sin nuvarande senlatinska form hämtad från Erasmus av Rotterdams Adagia.
- Bis repetita non placent – "Upprepningar mottages ej väl" (Horatius, Ars Poetica 365)
- Bona diagnosis, bona curatio – "God diagnos, god kur"
- Bona valetudo melior est quam maximae divitiae – "God hälsa är mer värd än största rikedom"
- Bonus pater familias – "Den gode familjefadern" Juridisk term med grund i romersk rätt. Främst använt för att utröna en individs ansvar för en uppkommen skada/brott. Har den enskilde agerat som en "bonus pater famillias" har denne inte agerat på ett sådant kladervärt sätt att handlingen bör medföra straff-/ skadeståndsansvar.

## C
- Carpe diem – "Fånga dagen" (Njut av dagen) (Horatius, Odes I, 11,8)
- Casus belli – "krigsorsak"
- Cave canem – "Akta dig för hunden", var en ofta förekommande inskrift vid ingången till fornromerska hus.
- Certo cito – "Snabbt och säkert" (Royal Signals motto)
- Ceteris paribus – "Allt annat lika", en formell fras som indikerar att andra (olika) förhållanden förblir desamma.
- Ceterum censeo Carthaginem esse delendam – "För övrigt anser jag att Kartago bör förstöras" (Cato d.ä., enligt vissa källor "Praeterea censeo ...")
- Cibi condimentum est fames – "Hungern är den bästa kryddan"
- Ciriculus vitiosus – "Ond cirkel, en olycklig utveckling, cirkelbevis"
- Citius, altius, fortius – "Snabbare, högre, starkare" (Olympiska spelens paroll)
- Cogito, ergo sum – "Jag tänker, alltså finns jag" (René Descartes)
- Con amore – "Av hjärtans lust"
- Coniuncti fortes – "Tillsammans starka" Motto för 42:a mekaniserade bataljonen från P4
- Concordia civium murus urbium – "Harmoniska medborgare är städernas murar"
- Condictio indebiti – "misstagsutbetalning" – "Rätten att återkräva betalningen"
- Conditio sine qua non – "Oeftergivligt villkor"
- Consuetudinis magna vis est – "Vanans makt är stor." Cicero i skriften "Samtal i Tusculum".
- Consummatum est – "Det är fullbordat" (Jesus enl. Bibeln)
- Consuetudo altera natura est – "Vanan är såsom en andra natur"
- Contraria contrariis curantur  – "Motsatser botas av sina motsatser"
- Contra vim mortis non est medicamen in hortis – "Mot dödens makt finns ingen bot i örtträdgården" eller "Mot döden finns ingen ört i trädgården"
- Contumeliam si dices, audies – "Om man smädar, blir man smädad" (Plautus)
- Cordis gravitas - "Sinnets allvar"
- Corpus delicti – "synligt bevis på ett ett brott"
- Crea diem – "Skapa dagen"
- Credo in unum Deum, Patrem omnipotentem – "Jag tror på Gud Fader allsmäktig"
- Cui bono? – "Till vems fördel"
- Cui peccare licet peccat minus – "Den som har lov att synda syndar mindre"
- Cuiusvis hominis est errare – "Vem som helst kan fela" (Cicero)
- Cuiusvis hominis est errare, nullius nisi insipientis in errore perseverare – "Vem som helst kan fela, men ingen utom dåren framhärdar i sina fel." (Cicero)
- Cum laude (approbatur) – "Med beröm (godkänd), d. v. s. gamla betyget AB"
- Cum tempore – "Med tid" (Mötet börjar en kvart efter den angivna tiden. Traditionellt uttryck i den akademiska världen)

## D
- Da mi basia mille – "Ge mig tusen kyssar" (Ovidius)
- De facto – "I verkligheten, i praktiken" I motsats till "de jure".
- De gustibus (non est disputandum) – "Om tycke och smak (bör man ej tvista)"
- De jure – "Enligt lagen, formellt sett" i motsats till "de facto".
- De lege ferenda "Lagen som den borde vara" Juridisk term som används för att beskriva hur en befintlig lagstiftning bör förändras. I en rättsstat får rättsskipningen aldrig ta hänsyn till "De lege ferenda", jfr. "De lege lata".
- De lege lata "Lagen som den är" Juridisk term som används för att beskriva det befintliga rättssystemet. I en rättsstat får rättsskipningen endast ta hänsyn till "De lege lata" i sin rättstillämpning.
- De mortuis nihil nisi bene – "Om de döda, intet annat än gott"
- De omnibus dubitandum – "Allt bör betvivlas." (René Descartes)
- De profundis clamo ad te domine – "Ifrån djupet ropar jag på dig, min herre"
- Dei et apostolicæ sedis gratia – "Av Guds och den apostoliska stolens nåd", används av katolska biskopar framför ämbetstiteln.
- Dei gratia – "Av Guds nåd" eller "med Guds nåde".
- Delirant isti Romani – "De är galna dessa romare"; – (René Goscinny, Asterix och Obelix i serieböcker)
- Desinit in piscem mulier formosa superne - "Den vackra kvinnan ändar med en fiskstjärt"  (Horatius, Ars poetica)
- Deus creat, nos mutamus – "Gud skapar, vi muterar"; (Motto för Helix-sektionen vid Umeå universitet)
- Deus ex machina – "Gud ur maskinen" "Gud till verket (skapandet)" (gudomligt ingripande)
- Deus vult – "Gud vill det", talesätt och härskri bland korsriddare.
- Diem perdidi – "Jag har förlorat en dag" (Titus, nedskrivet i Suetonius biografi över Titus, 8). Enligt Suetonius yttrade kejsar Titus dessa ord, när han en afton fann, att han den dagen ej gjort någon god gärning.
- Dies irae – "Domens dag" eller "Vredens stora dag"
- Disce aut discede – "Lär eller försvinn" (jfr. engelskans Learn or leave)
- Diverso tempore, diversa fata – "Skilda öden vid skilda tider"
- Divide et impera – "Söndra och härska"
- Do, ut des – "jag giver, för att du må giva (något i gengäld)", en till de romerska innominatkontrakten hörande formel, som nyttjas i vår tids politiska språk för att beteckna partiernas (eller staternas) ömsesidiga eftergifter.
- Docendo discimus – "Vi lär genom att undervisa" (Lucius Annaeus Seneca d.y.; Brev till Lucilius I, 7. 8)
- Domine dirige nos – "Herre, led oss" (City of Londons motto)
- Dominus illuminatio mea – "Herren är mitt ljus" (University of Oxfords motto) (Psaltaren 27:1)
- Donec eris felix multos numerabis amicos – "Så länge som du är lycklig har du många vänner" (Ovidius, Tristia I,9,5)
- Dulce et decorum est pro patria mori – "Det är skönt och ärorikt att dö för fäderneslandet", Horatius, Odes III, 2, 13
- Dum spiro, spero – "Så länge jag andas, hoppas jag" (Juvenalis)
- Dum Vivimus, Vivamus - "Medan vi lever, låt oss leva"
- Dura lex, sed lex – "Det må vara en hård lag, men det är ändå lagen"
- Dura necessitas – "Nödvändigheten är hård"

## E
- E fructu arbor cognoscitur – "Trädet kan kännas igen på sina frukter"
- E pluribus unum – "Av många, en" (Amerikas Förenta Staters motto. "Out of many, one")
- Eheu! quam infortunii miserrimum est fuisse felicem - "Ack! Den största olyckan är att en gång ha upplevt lyckan" (Skrivet på en stallvägg i Reading av S.T. Coleridge där han gjorde militärtjänstgöring i 15:e dragonregementet. En omskrivning från Boethius.)
- Equi donati dentes non inspiciuntur – "Man ska inte titta given häst i munnen"
- Ergo bibamus – "Låt oss dricka", titel på en dryckesvisa av Goethe.
- Errare humanum est, ignoscere divinum – "Att fela är mänskligt, att förlåta gudomligt" (Hieronymus)
- Errare humanum est, perseverare diabolicum – "Att fela är mänskligt, att framhärda djävulskt" (Seneca)
- Errare humanum est – "Att fela är mänskligt" (Hieronymus)
- Esse non videri – "Vara men inte synas" (Aischylos). Ursprunglig innebörd är att inte bara synas utan verkligen motsvara detta också.
- Esse est percipi – "Att vara är att förnimmas = Uppfattas" (George Berkeley)
- Etiam unus pilus umbram suam habet - "Även ett hårstrå sin skugga har".
- Et ipsa scientia potestas est. – "Kunskap är makt." Francis Bacon, 1597.
- Et nunc reges, intelligite erudimini qui judicatis terram – "och nu kungar, tag varning, ni som dömer världen" (Bibeln)
- Et tu, Brute? – "Även du, Brutus?" (Enligt traditionen Caesars utrop då han såg att Brutus var bland dem som sammansvurit sig mot honom. Stammar dock egentligen från William Shakespeare.)
- Exempli gratia – till exempel, exempelvis. Förkortningen e.g. används ofta på engelska). Förväxlas ofta med i.e., id est, med betydelsen "det vill säga" (d.v.s.) eller "med andra ord".
- Exegi monumentum aere perennius – "Jag byggde ett monument, mer hållbart än ädel metall" (Horatius, Odes III, 30,1). Man ser ibland några alternativa ordval: "har uppfört" /  "minnesmärke" / "varaktigare än bronsen" /  "varaktigare än koppar."
- Exercitatio artem parat – "Övning ger färdighet". Tacitus, Germania 24,1 (98).
- Exercitus sine duce, corpus est sine spiritu – "En här utan ledare är som en kropp utan själ". Inskrift på gamla försvarsstabsbyggnaden på Östermalmsgatan i Stockholm.
- Exitus acta probat – "Ändamålet helgar medlen". Ovidius, Heroides.
- Experto crede – "Tro mig, som har erfarenhet"
- Extra ecclesia nulla salus – "Utanför kyrkan ingen frälsning"

## F
- Faber est suae quisque fortunate - "Envar är sin egen lyckas smed" (Appius Claudius Pulcher, d. ca 275 f. Kr.)
- Falsus in uno, falsus in omnibus – "Osant i en sak, osant i allt". Ett vittne som ljuger om en sak, är inte trovärdigt över huvud taget. En princip inom romersk rätt.[12]
- Fas est ab hoste doceri – "Man bör lära sig även av sina fiender" (Ovidius)
- Favete linguis – "Vakta din tunga"
- Felix qui potuit rerum cognoscere causas – "Lycklig den som inser sakers orsaker" (Vergilius, Georgica 2,490)
- Ferme acerrima proximorum odia sunt – "Inget hat är så bittert som hat mellan släktingar" (Tacitus)
- Festina lente! – "Skynda långsamt"  (kejsar Augustus)
- Fiat justitia, pereat mundus – "Varde rättvisa, om så jorden går under"
- Fiat lux – "Varde ljus" (1 Mos. 1)
- Fide, sed cui, vide – "Lita på, men ta reda på vem"
- Fides est bona, sed custodia est melior - "Förtroende är bra, men kontroll är bättre" [Okänd]
- Fides, spes, caritas, maior autem horum est caritas – "Tro, hopp och kärlek, och störst av dem är kärleken" (1 Kor 13:13)
- Fidelis ad mortem – "Trogen till döden"
- Finis Coronat Opus – "Målet helgar medlen" eller "Resultatet kröner verket"
- Fluctuat nec mergitur – "Skakat av vågorna, men det sjunker inte" (Inskription på Paris stadsvapen)
- Fortes fortuna adiuvat eller Audaces fortuna juvat – "Lyckan står den djärve bi" (Vergilius, Aeneiden)
- Fortuna caeca est – "Lyckan är blind"
- Futurum nobis est – "Framtiden är vår" (Motto för underrättelseutbildad personal i Försvarsmakten)

## G
- Gaudeamus igitur – "Låt oss glädjas" (latinsk studentsång)
- Gemini geminos quaerunt – "Tvillingar söker varandra"
- Genuensis ergo mercator – "Är man från Genua så är man köpman"
- Gloria victis – "Ära åt den besegrade"
- Græcum est, non legitur (plur. Græca sunt, non leguntur) "Det är grekiska, läses inte". Ursprungligen ett uttryck, använt av medeltidens lärare och jurister, som ej kunde grekiska och därför  hoppade över de i latinsk text förekommande styckena på grekiska; skämtsamt uttryck om teoretiska svårigheter, som man undviker att ge sig in på. (Ex. "det är rena grekiskan för mig")
- Grammatici certant, et adhuc sub iudice lis est. – "De lärda tvistar, och saken är ännu ej avgjord", även "Därom tvista de lärde". (Horatius, Ars poetica, vers 78.)
- Gratiae veritas naturae – "Sanning genom Guds nåd och naturen" (Devis för Uppsala universitet)
- Gratior est solito post maxima nubila Phoebus, post inimicitias clarior est amor. – "Klarare än annars skiner solen efter täta moln, klarare lyser kärleken efter strid". Ursprung till ordspråket "Efter regn kommer solsken".
- Gutta cavat lapidem, consumitur anulus usu - "Droppen urholkar stenen, ringen nöts av att användas", Ovidius.
- Gutta cavat lapidem, non vi sed saepe cadendo – "Droppen urholkar stenen, inte genom kraft utan genom att ofta falla" (förra delen tillskrivs Ovidius, den senare Giordano Bruno)

## H
- Habent sua fata libelli – "Böcker har sina öden"
- Habemus Papam – "Vi har en påve" (uttryck använt av konklaven, för att meddela att en ny påve har valts vid ett påveval)
- Hannibal ante portas, eg. Hannibal ad portas – "Hannibal framför/vid portarna"
- Hic et nunc – "Här och nu"
- Hic sunt leones – "Här finnes lejon" (beteckning för outforskat land på medeltida kartor)
- Hic Rhodus, hic salta – "Här är Rhodos, här kan du hoppa"  (Aesopus)
- Hinc robur et securitas – "Härav styrka och säkerhet" (Riksbankens devis)
- Hoc est corpus (meum) – "Detta är (min) kropp" (Jesu ord vid den sista måltiden enligt Bibeln. Blev sedermera i folkmun trollformeln "Hokus pokus filiokus", där det sista ordet är en förvanskning av trosbekännelsens "filioque" – "och av sonen".)
- Hodie mihi, cras tibi – "Vad som är åt mig idag, är åt dig imorgon" eller "Idag gäller det mig, imorgon dig".
- Homines quod volunt credunt – "Människor tror det de vill" (Julius Caesar)
- Homo homini lupus  – "Människan är människans varg" (Titus Maccius Plautus)
- Homo proponit, sed Deus disponit – "Människan spår, men Gud rår", gammalt ordspråk, som vunnit spridning i synnerhet genom Thomas a Kempis' "Imitatio Jesu Christi" (Kristi efterföljelse).
- Homo sum, humani nihil a me alienum puto – "Jag är människa, intet mänskligt är mig främmande" – Terentius, Heautontimorumenos rad 77.
- Honor est praemium virtutis – "Äran är dygdens belöning"
- Horribile dictu – "Förfärligt att säga"
- Horror vacui – "Skräck för tomrummet" (inom äldre naturvetenskap)

## I
- Id est – "Det är". Förkortningen i.e. används ofta på engelska, då med betydelsen "det vill säga".
- Igitur qui desiderat pacem, praeparet bellum – "Den som önskar fred må förbereda sig för krig" (Vegetius, De re militari)
- Ignis aurum probat – "Eld testar guld"
- Ignorantia iuris nocet – "Okunskap om lagen skadar"
- Ignorantia legis non excusat – "Okunskap om lagen är ingen ursäkt"
- Ignoti nulla cupido – "Det okända frestar inte"
- Ille dolet vere, qui sine teste dolet – "Den sörjer ärligt som sörjer utan vittnen"
- Ille faciet – "Han skall göra't" (Karl IX om Gustav II Adolf)
- Illis quorum (meruere labores) – "Åt dem som genom sina gärningar förtjänat det"
- Imago Dei - "Guds avbild"
- In absurdum – "Till det orimliga"
- In blanco – "Inte ifylld; att ifyllas efter gottfinnande"
- In bona fide – "I god tro"
- In cauda venenum — "Giftet sitter i svansen" (Bygger på en skorpionmetafor, kan sägas om en händelse som inleds varsamt och trevligt, men som mot slutet vänds till det onda – eller mer allmänt; att vänta till slutet med att avslöja en avsikt eller ett uppsåt som inte är önskvärt för en lyssnare.)
- In corpore – "Samfält"
- In dubio contra stipulatorem - "Vid tvivel, mot den anförande"
- In dubio pro reo – "Vid tvivel - för den tilltalade" juridisk term och straffrättslig princip med grund i rättssäkerhetsprincipen att "hellre fria än fälla".
- In extenso – "I sin helhet; oavkortat"
- In fidem – "Till bestyrkande av riktigheten"
- In flagranti crimine comprehensi – "Tagna på bar gärning"
- In girum imus nocte ecce et consumimur igni – "Vi rör oss runt i cirklar om natten och så tärs vi av elden" (Anonym)
- In hoc signo vinces - "I detta tecken ska du segra" (Konstantin den stores motto)
- In infinitum – "I oändlighet"
- Innocue vivite, numen adest – "Lev oförvitligt, ty gud är nära" (Ovidius; Linnés valspråk)
- In medias res – "Mitt i ämnet; utan inledning"
- In memoriam – "I minnet"
- In nomine Patris et Filii et Spiritus Sancti – "I Faderns och Sonens och den Helige Andes namn"
- In perpetuum – "För evigt"
- In spe – "I hoppet"; blivande
- Inter alia – "Bland annat"
- Inter arma enim silent leges/musae – "I krigstid tiger lagen/konsten" (Cicero, Oratio Pro Annio Milone (IV))
- Inter pocula – "Bland glasen"
- In vino veritas – "I vinet sanningen". Plinius den äldre skrev "Volgoque veritas iam attributa vino est"  i sin Naturalis historia, 14:141. Från grekiska: Erasmus av Rotterdam skrev "Ἐν οἴνῳ ἀλήθεια" (En oinōi alētheia) i Adagia I.VII.17.[13] Ursprunget går tillbaka till Alkaios, "οἶνος, ὦ φίλε παῖ, καὶ ἀλάθεα" (oinos, ō phile pai, kai alāthea), omkring 600 f.Kr.[14][15]
- In vino veritas, in aqua sanitas – "I vinet sanningen, i vattnet hälsan"
- Ira furor brevis est – "Vreden är ett kort vansinne" (Horatius epistlar I, 2,62)
- Is fecit, cui prodest – "Den, för vilken det är till nytta, gjorde (det)."
- Iurare in verba magistri – "Svär vid lärarens (mästarens) ord"
- Iustitia omnibus – "Rättvisa åt alla"
- Iuvenis et magnificus miles sum fidem mihi habens vitam persequor. – "Ung och stolt, jag är en krigare. Med tron på mig, går livet vidare."
- In varietate concordia – "Enade i mångfalden" (EU:s motto)

## J
- Juncta valenta – "Förenade krafter ger styrka" (41:a mekaniserade bataljonens motto)
- Jura novit curia – "Domstolen känner lagen" Allmän rättsprincip som innebär att domstolsaktörer aldrig behöver åberopa enskilda lagrum i en process.
- Jus sanguinis – "Blodets rätt" Folkrättslig term som beskriver principen att en enskilds medborgarskap följer av föräldrarnas medborgarskap. I motsats till principen Jus soli, se nedan.
- Jus soli – "Jordens rätt" Folkrättslig term som beskriver principen att en enskilds medborgarskap följer av födelseland. I motsats till principen Jus sanguinis, se ovan.

## L
- Laborare est orare – "Att arbeta är att be"
- Laborare omnia vincit – "Arbete besegrar allt"
- Laboremus pro patria – "Låt oss arbeta för fosterlandet" (Carlsbergs motto)
- Lapsus linguae – "Tungans snubbling"; felsägning; språkfel
- Legio patria nostra – "Legionen är mitt fädernesland" (franska främlingslegionens motto)
- Liberae sunt nostrae cogitationes – "Våra tankar är fria"'
- Libera tu temet ex inferis – "Befria du dig själv från djävulen" Egentligen är "inferis" [abl. pl.] = underjorden.
- Licentia poetica – "Poetens tillstånd" att frisera sanningen för konstens skull.
- Litterarum radices amarae, fructus dulces. – "Kunskapens rot är bitter, men dess frukter äro söta". Cicero
- Leges sine moribus vanae – "Lagar utan moral är oanvändbara." (Horatius) (University of Pennsylvanias motto)
- Lex dura, sed lex – "En hård lag, men en lag"'
- Lupus non mordet lupum – "En varg biter inte en varg"

## M
- Magister dixit – "Läraren har sagt det" (eller snarare: "mästaren har sagt det", "mästaren har talat")
- Maior e longinquo reverentia – "Vördnaden växer med avståndet" (Cornelius Tacitus annaler 1,47)
- Mala fide – "mot bättre vetande"
- Manum de tábula – "Tag handen från tavlan" (Plinius den äldre Naturalis historia 35)
- Manu propria – "Egenhändigt"
- Manus manum lavat – "Den ena handen tvättar den andra"
- Mare nostrum - "Vårt hav" (Romarnas namn på medelhavet)
- Margaritas ante porcos – "Pärlor för (framför) svin" (Bergspredikan)
- Mater artium necessitas – "Nöden är uppfinningarnas moder"
- Maximum solacium est vacare culpa – "Största trösten är friheten från skuld" (Cicero)
- Mea culpa – "Jag är ansvarig" eller "Förlåt mig"
- Medicus curat, natura sanat – "Läkaren behandlar patienten, naturen läker honom"
- Memento mori – "Kom ihåg din dödlighet", kan vara en uppmaning att inte drabbas av hybris.
- Memento te mortalem esse – "Minns att du är dödlig"
- Memento vivere – "Kom ihåg att leva"
- Mendacem memorem esse oportet – "En lögnare måste ha gott minne"
- Mens sana in corpore sano – "En sund själ i en sund kropp" (Citatet används ofta på detta sätt, vilket är taget ur sitt sammanhang. Som det oftast skrivs kan det tolkas som att en sund kropp är nödvändigt för att ha en sund själ. Det fullständiga citatet lyder Orandum est ut sit mens sana in corpore sano  "Låt oss hoppas att det finns en sund själ i en sund kropp" (Juvenalis, Satirer 10, 356)
- Miserere Domine, canis mortuus est – "Visa nåd herre, hunden är död." (Citat: En fisk som heter Wanda)
- Modus vivendi – "Sätt att leva"
- Morituri te salutant – "Vi som ska dö hälsar Dig" (sägs vara gladiatorernas hälsning till kejsaren vid ett eller flera tillfällen; återberättat av Suetonius, Claudius 21 men används även i serietidningen Asterix tolv storverk.)
- Mortui vivos docent – "De döda lär de levande"
- Mundus vult decipit, ergo decipiatur – "Världen vill bedragas, så låt den bedragas"
- Munit haec et altera vincit – "Den ena försvarar och den andra erövrar" (Motto från Nova Scotia)
- Mutatis mutandis – "Efter vederbörliga ändringar"

## N
- Nam et ipsa scientia potestas est – "Kunskap är makt även i sig självt"
- Natura abhorret a vacuo – "Naturen skyr tomrummet"
- Naturalia non sunt turpia – "Naturliga ting är inte skamliga"
- Natura non facit saltus – "Naturen gör inga språng" - Carl von Linné i Philosophia botanica (1751), Kapitel III aforism 77.
- Navigare necesse est, vivere non est necesse –  "Att segla är nödvändigt, att leva är inte nödvändigt" (Sagt av Pompejus till de sjömän som vid en storm vägrade att gå till sjöss för att frakta spannmål från Afrika till Rom)
- Ne omittas solum ambulantem – "Glöm ej den som vandrar ensam"
- Ne quid nimis – "Bara inte för mycket" (lagom) eller "Måtta i allt" (Terentius, d. 159 f. Kr.)
- Ne sutor supra crepidam. – Skomakare, inte ovanför sandalen! Ursprung till ordspråket; "Skomakare bliv vid din läst".
- Nec Hercules contra plures – "Inte ens Hercules mot många" (?)
- Nemo me impune lacessit – "Ingen provocerar mig ostraffat" (Skottlands nationaldevis och Tistelordens motto) eller "Ingen rör mig ostraffat" (Henrik Lundquist)
- Nemo saltat sobrius – "Ingen dansar nykter", förkortad version av Nemo enim fere saltat sobrius, nisi forte insanit – "Ingen dansar nykter, såvida han inte är vansinnig" (Cicero)
- Neque ignorare medicum oportet quae sit aegri natura – "Ej heller passar det läkaren att ignorera den sjukes humör." A. Cornelius Celsus, 'De Medicina', Prooemium.
- Nescit occasum – "Den vet inte av nedgång" (Nordstjärneordens devis)
- Nihil agere delectat – "Det är angenämt att göra ingenting" (Cicero)
- Nihil humani a me alienum puto – "Intet mänskligt är mig främmande" (Terentius)
- Nihil impossibile est – "Inget är omöjligt", svenska signaltruppernas/S1 valspråk
- Nihil lacrima citius arescit – "Inget torkar fortare än en tår"
- Nihil humani a me alienum puto – "Inget mänskligt är mig främmande" (Karl Marx motto i livet). Jämför Homo sum, humani nihil a me alienum puto.
- Nihil sub sole novum est – "Ingenting är nytt under solen"
- Nil satis, nisi optimum – "Endast det bästa är bra nog" (Everton FC:s klubbemblem)
- Nil sine numine – "Ingenting utom Försynen"
- Nisi Dominus frustra – "Om inte Herren förgäves" (Inskription på Edinburghs stadsvapen)
- Nolens volens – "Med eller mot ens vilja", vare sig du vill eller inte.
- Noli me tangere – "Rör icke vid mig." De ord, som Jesus yttrade till Maria Magdalena, då han efter sin uppståndelse uppenbarade sig för henne som örtagårdsmästaren (Joh. 20:14-17)."
- Noli turbare circulos meos - "Rubba inte mina cirklar". Sägs vara sagt av Arkimedes när romarna invaderade Syrakusa på Sicilien, som då var en grekisk koloni.
- Nomen est omen – "Ett namn är ett omen"
- Nomina si nescis, perit et cognitio rerum – "Om man inte känner till namnen saknar man också kunskap om tingen" - Carl von Linné i Philosophia botanica kapitel VII, aforism 210.
- Nomina sunt odiosa – "Namn är förhatliga", tig med namnen!
- Non fui, fui, non sum, non curo – "Jag fanns inte, jag fanns, jag finns inte längre, jag bryr mig inte" (Förkortat till "NFFNSNC" på gravstenar)
- Non licet omnibus adire Corinthum – "Det är inte allom givet att få resa till Korint" (Horatius epistlar I, 17, 36)
- Non multa sed multum – "Inte många (små saker), men mycket"; några få värdefulla saker i stället för en mängd småsaker
- Non olet – "Den luktar inte" (Vespasianus om slanten), se Pecunia non olet.
- Non omnia possumus omnes – "Vi kan inte alla göra allt" (Vergilius)
- Non plus ultra – "ingenting där bortom, intet därutöver"
- Non scholae, sed vitae discimus – "Vi lär inte för skolan utan för livet" (Senecas ursprungliga yttrande var "Non vitae, sed scholae discimus" "Vi lär inte för livet utan för skolan" i sin kritik över skolväsendet)
- Non ut edam vivo, sed ut vivam edo – "Jag lever inte för att äta utan äter för att leva"
- Non vestimentum virum ornat, sed vir vestimentum – "Dräkten pryder inte mannen, utan mannen dräkten"
- Non vini vi no, sed vi no aquae "Inte med hjälp av vin, utan med hjälp av vatten simmar jag"
- Non vitae sed scholae discimus "Vi lär oss för klassrummet, inte för livet" (Seneca)
- Nondum amabam, et amare amabam. quaerebam quid amarem, amans amare – "Jag älskade ännu inte, även om jag ömmade för kärlek. Jag sökte vad jag kunde älskat, förälskad i kärleken." (Augustinus)
- Nos nihil efficere non possumus – "För oss är ingenting omöjligt" Bodens ingenjörregementes och sedermera Norrlands Ingenjörkompanis motto.
- Nosce te ipsum! – "Känn dig själv!" Latinsk översättning av den sentens som stod på Apollons tempel i Delfi. Fullständig artbeskrivning för Homo sapiens i Carl von Linnés Systema Naturae.
- Nota bene – "Märk väl"
- Novus homo – "Ny människa"; uppkomling
- Novus ordo mundi – "Ny världsordning"
- Nulla caena sine caseum - "Ingen middag utan ost"
- Nulla dies sine linea – "Ingen dag utan en rad" (Vanligen använt om flitiga författare)
- Nulla est medicina sine lingua latina – "Ingen medicin utan latin"
- Nulla poena sine lege – "Inget straff utan lag". Även Nullum crimen, nulla poena sine lege - "Inget brott, inget straff utan lag".
- Nulla regula sine exceptione – "Ingen regel utan undantag"
- Nulla res tam necessaria est quam medicina – "Inget är så viktigt som medicin"
- Nullum magnum ingenium sine mixtura dementiae fuit – "Inget stort geni saknar ett stänk av vansinne"
- Nunc est bibendum – "Nu är det dags att dricka" (Horatius, Odes I, 37, 1)
- Nulli secundus – "Inte underlägsen någon/Inte sämre än någon" (Livgrenadjärsregementets valspråk; jfr engelskans "Second to none")

## O
- O fortunatos nimium sua si bona norint, agricolas – "O lyckliga bönder (eg. landkrabbor), om de bara kunde se sin lycka" (Vergilius, Georgica 2, 458ff.)
- O sancta simplicitas – "O heliga enfald" (Sannolikt anekdot om Jan Hus på kättarbålet)
- O tempora, o mores – "O tider, o seder" (Cicero, Catilina I, 1, 2)
- Oculi plus vident quam oculus – "Flera ögon ser mer än ett"
- Oderint, dum metuant – "Må de hata, blott de frukta". Yttrande tillskrivet Caligula.
- Odi et amo – "Jag hatar och älskar"
- Odi profanum vulgus et arceo – "Jag hatar det vulgära slöddret (eller den obildade folkhopen), och kör dem iväg" (Horatius, Carmina III,1,1).
- Odium numquam potest esse bonum – "Hat kan aldrig vara något gott" (Baruch Spinoza)
- Omne homo mendax – "Alla människor ljuger"
- Omne ignotum pro magnifico – "Allt okänt tas för storartat"
- Omnes homines sibi sanitatem cupiunt, saepe autem omnia, quae valetudini contraria sunt, faciunt – "Alla människor vill vara friska, men ofta gör de allt möjligt som riskerar hälsan"
- Omnia mea mecum porto – "Allt som är mitt bär jag med mig"
- Omnia mirari etiam tritissima - "Förundra dig över allt, även det mest alldagliga" (Carl von Linné)
- Omnia vincit amor – "Kärleken övervinner allt" (egentligen syftar ordspråket på kärleksguden Amor och inte amor som i "kärlek", och får då betydelsen "Ingen kan stå emot Amors vilja".)
- Omnium artium medicina nobilissima est – "Medicin är den ädlaste av alla konster"
- Opera omnia – "Samlade verk"
- Optime olere occisum hostem – "En dödad fiende luktar (alltid) gott
- Optimum medicamentum quies est – "Frid är den bästa medicinen"
- Ora et labora – "Be och arbeta", Benedictinermunkarnas valspråk.
- Orandum est ut sit mens sana in corpore sano – "Låt oss hoppas att det finns en sund själ i en sund kropp" (Juvenalis, Satirer 10,
- Ora pro nobis – "Bed för oss"
- Orbis terrarum – "Hela världen"
- Ordo ab chao -  "Ordning ur kaos"
- O tempora! O mores! – "O tider! O seder!" Cicero
- Otium cum dignitate – "Välförtjänt vila (på ålderdomen)" Cicero

## P
- Pacta sunt servanda – "Avtal skall hållas" (Grundläggande princip inom avtalsrätten)
- Pactum turpe – "Skamligt avtal"
- Panem et circenses – "Bröd och skådespel" (Decimus Junius Juvenalis, Satires 10, 81)
- Panta Rei – "Allt flyter" (Herakleitos)
- Parieti loqueris – "Prata till väggen"
- Parturiunt montes, nascetur ridiculus mus – "Bergen går havande och fram föds en liten råtta"
- Passim – vitt och brett, här och där; anger ett ord eller en formulering som förekommer flera gånger i en citerad text
- Pater noster – "Fader vår"
- Pater peccavi – "Fader, jag har syndat"
- Patientia vincit omnia – "Tålamod övervinner allt"
- Pax melior est quam iustissimum bellum – "Fred är bättre än det rättfärdigaste av krig"
- Pax vobiscum – "Frid vare med Eder"
- Pecunia non olet – "Pengar luktar inte" (anmärkning av den romerske kejsaren Vespasianus om planen på att lägga skatt på de offentliga urinoarerna)
- Per angusta ad augusta – "Genom svårigheter mot triumf"[16]
- Per aspera ad astra – "Genom svårigheter mot stjärnorna"  (NASA:s motto, även Västmanlands flygflottiljs motto).
- Per ardua ad astra – "Genom svårigheter mot stjärnorna" (Royal Air Forces motto).
- Per capita – "Efter (antal) huvud"
- Per scientiam ad salutem aegroti – "Att bota den sjuke med hjälp av vetenskap"
- Per se – "i sig, som sådant"
- Pergite! – "Framåt!" (Motto för Livregementets husarer, Karlsborg) (Det romerska kavalleriets anfallsrop)
- Periculum in mora – "(det ligger) fara i dröjsmål" [Livius]
- Persona grata − "Gärna sedd person"
- Persona non grata − "Ej önskad eller icke välkommen person"
- Pia desideria − "Fromma önskningar"
- Plenus venter non studet libenter – "En full mage bryr sig inte om att studera"
- Plures crapula quam gladius perdidit – "Dryckenskap skördar fler liv än svärdet"
- Pisces natare oportet – "Fiskar måste simma"
- Plus ultra – "Ännu längre" (Spaniens motto)
- [Vae,] Puto deus fio – "[Ack,] Jag tror jag blir en gud" (Vespasianus)
- Possunt nec posse videntur – "De gjorde de som syntes omöjligt" Livgardets valspråk
- Post cenam non stare sed mille passus meare – "Vila inte efter maten utan promenera en kilometer"
- Post festum − "efter festen", dvs. efter tidpunkten för den egentliga händelsen.[17]
- Post hoc non est propter hoc – "Efter detta betyder inte på grund av detta"
- Post mortem − "Efter döden"
- Post nubila Phoebus – "Efter moln kommer sol" (Senlatin. Sentensen tillskriven William Langland, 1300-tal.)[18]
- Potius quam bene – "Hellre än bra"
- Potius sero quam numquam – "Bättre sent än aldrig" (Titus Livius)
- Praesente medico nihil nocet – "I närvaron av en läkare kan inget skada"
- Praeterea censeo Carthaginem esse delendam – "För övrigt anser jag att Karthago bör förstöras" (Sagt av Cato d.ä. varje gång han avslutade sina tal i den romerska senaten)
- Praevenire melius est quam praeveniri – "Det är bättre att förekomma än att förekommas"
- Primus inter pares – "Den främste bland likar"
- Primum non nocere – "För det första – gör ingen skada" (läkarprincip)
- Probis probatum potius quam multis fore – "De godas lovord är bättre än de mångas" (Accius)
- Pro fide − "För sin tro"
- Pro forma − "För formens skull"
- Pro patria − "För fäderneslandet" Svärdsordens devis
- Pro primo − "För det första"
- Pro secundo − "För det andra"
- Pro tempore − "För tillfället"

## Q
- Quae caret ora cruore nostro? – "Vilken hamn känner inte till vårt blod?" (Horatius)
- Qualis artifex pereo – "Vilken stor konstnär dör inte med mig" (sagt av Nero enligt  Suetonius)
- Qualis dominus, talis et servus – "Sådan herre, sådan slav (dräng)". Från berättelsen 'Trimalchios gästabud' av Petronius. Encolpius följeslagare, slaven/drängen Gitos, gapskrattar åt en gästs livshistoria och läxas liksom sin herre upp genom uttrycket.
- Quem Deus perdere vult, dementat prius – "Den Gud vill förgöra slår han först med vansinne"
- Quidquid discis, tibi discis – "Vad än du lär dig, lär dig det för din egen skull"
- Quem dii diligunt, adolescens moritur – "Den gudarna älskar dör ung" , ur Bacchides av Plautus
- Quis custodiet ipsos custodes? – "Vem vaktar väktaren?", tillskrivs den romerske diktaren Juvenalis (Satire VI, 347–8)
- Qui dormit non peccat – "Den som sover syndar icke"
- Qui orat et laborat, cor levat ad Deum cum manibus – "Den som ber och arbetar, lyfter med händerna hjärtat till Gud" (Benediktinernas valspråk)
- Qui vivra verra – "Den som lever får se"
- Quid novi ex Africa? – "Vad nytt har kommit från Afrika?" (Aristoteles)
- Quidquid agis, prudenter agas, et respice finem! – "Vad du än gör, gör det varligt och överväg slutet" (tillskrivet Ovidius)
- Quidquid discis, tibi discis – "Vad än du lär dig, lär dig det för din egen skull"
- Quidquid id est timeo puellas et oscula dantes – "Oavsett allt, fruktar jag flickorna, även när de kysser"
- Quidquid latine dictum sit, altum videtur – "Allt som sägs på latin låter djupsinnigt"
- Quid pro quo – "Något för något"
- Qui scribit bis legit – "Den som skriver läser två gånger"
- Qui habet aures audiendi audiat – "De som har öron att höra hören" (Bibeln)
- Qui rogat, non errat – "Den som frågar har inte fel"
- Qui tacet, consentire videtur – "Den som tiger tycks samtycka"
- Qui vult dare parva non debet magna rogare – "Den som vill ge lite borde inte begära så mycket"
- Quo fata trahunt retrahuntque sequamur - "Vi må följa ödet dit det leder oss"
- Quo vadis? – "Vart går du?" –(eg. Domine quo vadis? Herre vart går du?) enligt legenden om Petrus som möter Jesus på Via Appia, strax utanför Roms stadsmur
- Quo errat demonstrator? – "Vart förirrar sig föreläsaren?" (skämtsam variant av Quod erat demonstrandum)
- Quod erat demonstrandum – "Vilket skulle bevisas" (Euklides)
- Quod licet Jovi, non licet bovi – "Vad som är tillåtet för Jupiter, är inte tillåtet för oxen"
- Quod medicina aliis, aliis est acre venenum – "Medicin för den ene är den andres gift"
- Quod non mortalia pectora coges, auri sacra fames – "Vad förmår du inte män att göra, fördömda hunger efter guld". (Senecas citat av Vergilius uttryck Auri sacra fames)
- Quod scripsi scripsi – "Vad jag har skrivit, det har jag skrivit" (Pontius Pilatus)
- Quod sors feret, feremus aequo animo. – "Vad ödet än må bringa, skall vi bära det med jämnmod" (TerentiusPhorm.138)
- Quos ego - "Vilka jag"
- Quot capita, tot sententiae – "Lika många åsikter som människor"
- Quousque tandem? – "Hur länge till?"  (Se även nästa)
- Quousque tandem abutere, Catilina, patientia nostra – "Hur länge skall du missbruka vårt tålamod, Catilina?" (Cicero)

## R
- Rara avis – "Sällsynt fågel"
- Ratio belli – "Krigets krav." - Norrbottens flygflottiljs motto.
- Reddite ergo quae sunt Caesaris, Caesari – "Ge kejsaren vad kejsaren tillhör" (Jesus)
- Repetitio est mater studiorum – "Upprepning är inlärningens moder"
- Requiescat in pace – R.I.P. på gravstenar. "Vila i frid", vilket ger samma förkortning.
- Regimus neque hostis – "Det är vi som bestämmer – inte fienden" Södermanlands regementes valspråk.
- Rem tene, verba sequentur – "Håll saken, orden skola komma", dvs om du vet vad du skall säga skola orden komma.
- Requiem aeternam dona eis – "Giv dem evig vila"
- Risus abundant in ore stultorum – "I de dåraktigas mun flödar skrattet över"
- Roma uno die non est condita – "Rom byggdes inte på en dag"
- Rustica progenie semper villana fuit – "Den som härstammar från en rustik släkt, förblir alltid en tölp"

## S
- Saepe morborum gravium exitus incerti sunt – "Utgången av allvarliga sjukdomar är ofta oviss"
- Salus aegroti suprema lex – "Patientens välmående är den viktigaste lagen"
- Salve regina – "Var hälsad drottning", kristen Maria-antifon
- Sapere aude – "Våga veta", Immanuel Kant
- Scientia potentia nostra  – "Kunskap är vår styrka." Anges ursprungligen av sir Francis Bacon i Meditationes Sacrae (1597), som i modern tid ofta omskrivas som "Scientia est potestas" eller "Scientia potentia est" (kunskap är makt).
- Scientia est potestas et sapientia est amor - "Kunskap är makt och visdom är kärlek"
- Scientia scientiae gratia – "Jag är tacksam för att vara vetenskapsman", Jonas Brännström
- Scientia vis – "Kunskap är makt"
- Scintillae parvae praebent incendia magna – "Små gnistor åstadkommer stora bränder"
- Scio me nihil scire – "Jag vet att jag inte vet någonting", Sokrates.
- Semper fidelis – "Alltid trogen" (förkortas ibland till "Semper fi" av till exempel USA:s marinkår).
- Semper idem – "Alltid densamme"
- Semper in primis – "Alltid i första led" Norrlands luftvärnskårs motto.
- Servus servorum – "Tjänares tjänare" (påvetitel)
- Si decem habeas linguas, mutum esse addecet – "Även om du hade tio tungor, borde du hålla dem stilla"
- Si tacuisses, philosophus mansisses – "Om du hade hållit käften, hade du fortfarande varit filosof" (Seneca
- Si vis pacem, para bellum – "Om du vill ha fred, förbered dig för krig" (Vegetius, Epitoma rei militaris)
- Si vis pacem, para iustitiam – "Om du vill ha fred, förbered dig för rättvisa"
- Sic itur ad astra – "Så går man mot stjärnorna" (Vergilius: Æneis)
- Sic transit gloria mundi – "Så förgår all världens härlighet" (Yttrandet fälldes i samband med att en nyvald påve klev in i Peterskyrkan i Rom och ett knippe blånor tre gånger fattade eld från ett vaxljus) (ur påvekröningens ceremoni)
- Sic Parvis Magna – "storhet från en liten början" (sir Francis Drake )
- Silent leges inter arma – "Under krig tiger lagarna" eller "Lagarna tiger när vapnen talar" (Cicero)
- Similia similibus curantur – "Lika botar lika" (Homeopatins grundregel)
- Simul justus et peccator – "Tillika rättfärdig och syndare" (Martin Luther)
- Sine cerrere et libero friget venus – "Utan bröd och vin fryser kärleken", egentligen "Utan Ceres och Bacchus fryser Venus" (Terentius)
- Sine ira et studio – "Utan vrede eller partiskhet" (Publius Cornelius Tacitus)
- Sine labore non erit panis in ore – "Utan arbete blir det inget bröd i munnen"
- Sine metu – "Utan fruktan"
- Sine qua non – "Ofrånkomligt villkor"
- Sine tempore – "Utan tid" (Mötet börjar exakt den angivna tiden, utan akademisk kvart. Traditionellt uttryck i den akademiska världen)
- Si vis amari ama – "Om du vill bli älskad, älska själv" (Seneca)
- Si vis pacem, para bellum – "Om du vill fred, bered dig till krig" (Vegetius, Axel Oxenstierna)
- Sol invictus – "Den oövervinnerliga solen"
- Sol lucet omnibus – "Solen lyser på alla" (Petronius, Satyricon 100)
- Soli Deo gloria – "Åt Gud allenast äran"
- Solutio indebiti – "Betalning utan skuld", affärsjuridisk term, Utbetalning av misstag – "Den som tar emot pengarna"
- Spectatores, fabula haec est acta. Vos plausum date - "Åskådare, skådespelet är slut, applådera!" (Ur Plautus’ Mostellaria.)[19]
- Spiritus sanctus – "Helige ande", "Helig ande"
- SPQR (Senatus Populusque Romanus) – Senaten och det romerska folket
- Stabat mater – "Modern stod" (vid korset)
- Status quo – "Oförändrat förhållande eller sakläge"
- Stat sua cuique dies, breve et irreparabile tempus omnibus est vitae – "Dagen är bestämd för var och en, livstiden är kort och oersättlig för alla"
- Suaviter in modo, fortiter in re – "Milt i sättet, men kraftigt i sak"
- Sub rosa – "Under rosen" (under tystnadslöfte)
- Sub specie aeternitatis – "Under evighetens synvinkel" (Spinoza, Ethics)
- Sub specie Dei – "under Guds blick", "från Guds perspektiv eller synvinkel"
- Sub silentio – "Under tystnad"
- Sum quod sum – "Jag är vad jag är" (Augustinus, Predikan nr. 76)
- Summa summarum – "Sammanfattning"
- Summum jus, summa injuria – "Största rätt (kan vara), största orätt" (Cicero, De officiis I, 10, 33), d.v.s. genom att följa lagens bokstav, så kan man ibland bryta mot dess anda.
- Suum cuique - "Åt var och en sitt" (Cicero, De natura deorum, III, 38)

## T
- Tabula rasa – "Skrivtavla utan skrift (oskrivet blad), tomt bord (utan innehåll)"
- Taliter, qualiter – "Så där, någorlunda"
- Tamdiu discendum est, quamdiu vivas – "Så länge som man lever, så länge bör man lära" (Man lär så länge man lever) (Seneca Philosophus)
- Tandem musca cacavit - ordagrant "Äntligen sket flugan", det vill säga "äntligen blev det av"
- Tarde venientibus ossa – "Till de som kommer sent finns bara benen kvar"
- Te deum, laudamus – "Dig, Gud, prisar vi"
- Tempi passati – "Flydda tider"
- Tempora mutantur nos et mutamur in illis – "Tiderna förändras och vi med dem"
- Tempus fugit – "Tiden flyr"
- Terra firma – "Fast mark, fastland"
- Terra incognita – "Okänt land"
- Tertium non datur – "Något tredje gives inte"
- Timeo Danaos et dona ferentes – "Jag fruktar grekerna även när de kommer med gåvor" (Vergilius, Aeneiden, 2, 49)
- Timor dei initium sapientiae – "Herrens fruktan är vishetens begynnelse" (Bibeln, Psaltaren 111:10)
- Tres faciunt collegium – "Tre gör ett kollegium (d v s tre kan fatta beslut)"
- Tu quoque fili – "Även du, min son" (Julius Caesar)
- Tu fui ego eris – "Jag var du, du skall bli jag."
- Tuam ipsam vive vitam, quia tuam ipsam oppetes mortem – "Lev ditt eget liv, för du ska dö din egen död"

## U
- Ubi bene, ibi patria – "Där jag har det bra, där är mitt fädernesland"
- Ubi caritas et amor, Deus ibi est. - "Där barmhärtighet och kärlek bor, där bor också Gud"
- Ubi concordia, ibi victoria. – "Där harmoni råder, råder seger"
- Ubi fumus, ibi ignis – "Ingen rök utan eld"
- Ubi pus, ibi evacua - "Där (det finns) var, töm ut där!"[20]
- Ubi tu Gaius, ibi ego Gaia – "Där du är Gaius, där vill jag Gaia vara" (Sägs ha varit ett bröllopsuttryck, men endast känt från grekiska källor)
- Ultima ratio– (nylatin) "Det slutgiltiga argumentet"[21]
- Ulula cum lupis, cum quibus esse cupis – "Den som önskar vara bland vargar måste tjuta med dem"
- Una salus victis nullam sperare salutem – "Den slagnes enda räddning är att ej hoppas på räddning" eller "Den enda räddningen för de besegrade är att icke hoppas på någon räddning" (Vergilius)
- Unum castigabis, centum emendabis – "Om du tillrättavisar ett fel, behöver du rätta till hundra"
- Unus sed leo – "En, men ett lejon"
- Usus magister est optimus – "Erfarenhet är den bästa läraren"
- Ut ameris, amabilis esto – "Var vänlig, så blir du älskad"
- Utile dulce – "(förena) det nyttiga med det nöjsamma"
- Utinam nescirem literas – "Om jag ändå inte kunde skriva"
- Ut sementem feceris, ita metes – "som du sått, så skall du skörda", (Cicero, "De oratore", 2,65), en sentens, som påträffas även i N. T. (Galaterbr. 6, 7): "vad en människa sår, det skall hon ock skörda" (quæ seminaverit homo, hæc et metet).
- Ut sis nocte levis, sit cena brevis! – "Låt din sovtimme bli lugn och din måltidstimme kort" (Sis, timmen före solnedgången)
- Ut supra – "Som ovan"

## V
- Vademecum – "Gå med mig" (hjälpmedel)
- Vade retro – "Gå bakåt!" (Terentius, Formio I, 4, 203)
- Vade retro me, Satana – "Vik hädan från mig, Satan" (Matt. 16: 23)
- Vae victis - "Ve de besegrade". Enligt Titus Livius yttrade den galliske hövdingen Brennus detta då han 390 f.Kr. brandskattade Rom
- Vare, Vare, legiones mihi redde – "Varus, Varus, ge mig mina legioner tillbaka". Yttrande tillskrivet Augustus efter hans ståthållare Varus nederlag i Teutoburgerskogen år 9 e.Kr.
- Varietas delectat – "mångfald behagar" eller "omväxling förnöjer". Antikt grekiskt ursprung, känd genom romaren Cicero i boken Om gudarnas natur skriven cirka 50 f.Kr.
- Vanitas vanitatum et omnia vanitas – "Fåfängligheters fåfänglighet, allt är fåfänglighet" (Bibeln, Predikaren 1:2)
- Veni, vidi, vici – "Jag kom, jag såg, jag segrade" (Julius Caesar, efter att ha besegrat kung Pharnakes av Pontos vid Zela år 47 f.Kr.)
- Ventis secundis, tene cursum – "Vid gynnsamma vindar, håll kursen" ("Gå med strömmen")
- Verba docent, exempla trahunt – "Ord lär ut, illustrationer visar"
- Verba volant, (littera) scripta manent. –"De talade orden förflyger (glöms), det skrivna består.
- Veritas liberabit vos – "Sanningen skall göra er fria" (Vulgata, Johannesevangeliet 8:32)[22]
- Veritas odium paret – "Sanning skapar hat" (Terentius, Andria 68)
- Vestigia terrent – "Spåren förskräcker"
- Aut viam inveniam aut faciam – "Jag ska finna vägen eller skapa den"
- Vi veri veniversum vivus vici – "Med sanningens kraft har jag erövrat universum" (Tragical History of Doctor Faustus)
- Vice versa – "tvärtom", "omväxlat".
- Vicisti, Galilaee – "Du har segrat, gallilé". Yttrande tillskrivet Julianus Avfällingen efter att han sårats dödligt. "Gallilé" åsyftade Jesus.
- Victrix causa diis placuit sed victa Catoni – "Den segrande saken behagade gudarna, men den besegrade saken behagade Cato"  (Lucanus, Pharsalia 1, 128).
- Videant consules – "Må konsulerna (statens ledare) se till (att staten inte tar skada)"
- Video meliora proboque deteriora sequor – "Jag inser det bättre och erkänner det, men jag följer det sämre" (Ovidius)
- Vinum et musica laetificant cor – "Vin och musik glädjer hjärtat" (Bibeln)
- Viribus unitis – "Med förenade krafter"
- Vita vinum est – "Vin, det är livet" (Petronius)
- Voluntas ultima – "Yttersta vilja" (i testamente)
- Vox populi, vox dei – "Folkets röst är Guds röst"
- Vulgus profanum – "Vulgärt slödder" eller "obildad folkhop"